# Keith Donohue

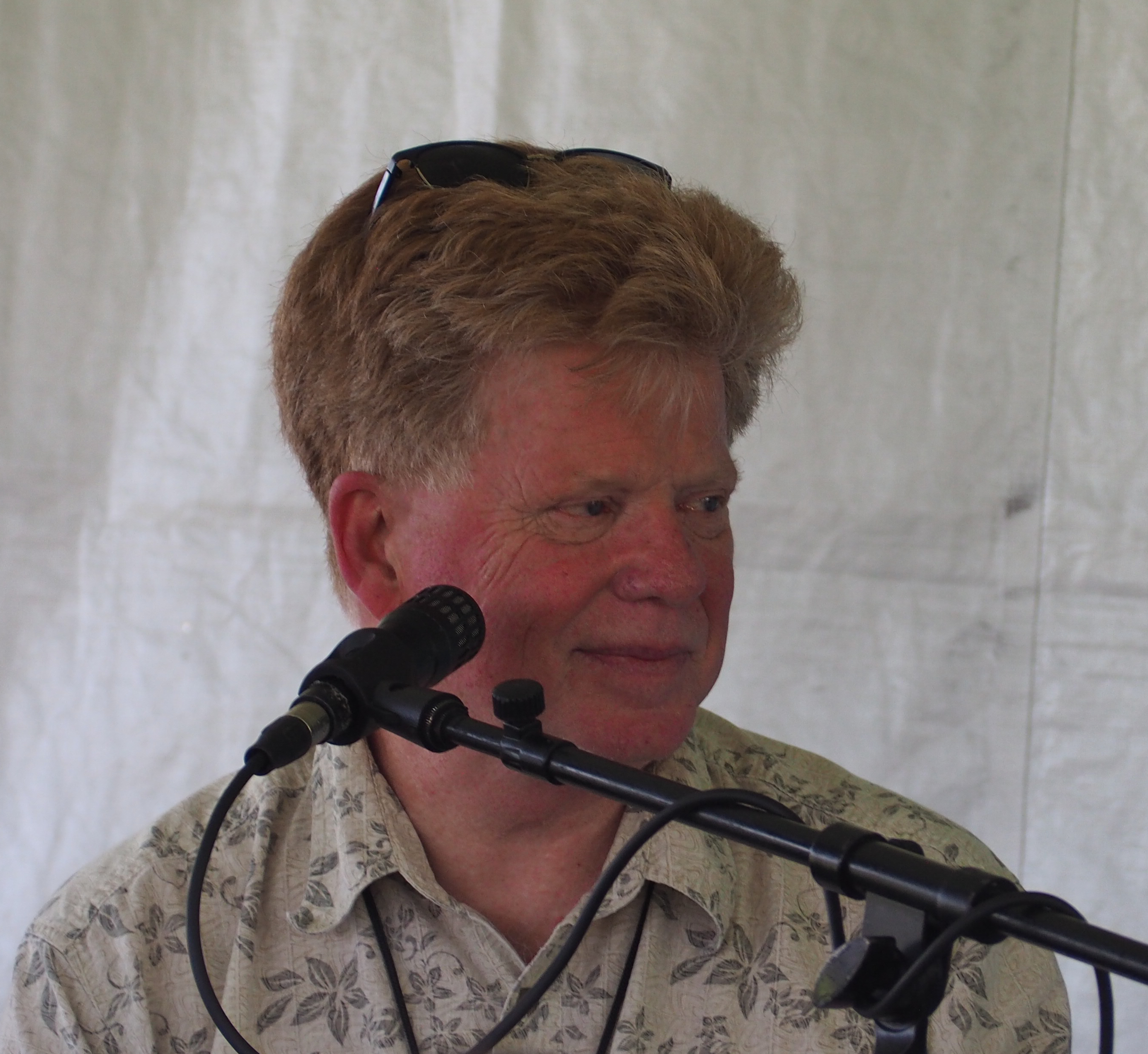
Keith Donohue

Keith Donohue (* 1959 in USA) ist ein US-amerikanischer Schriftsteller.

## Leben
Donohue arbeitete für die nationale Kulturstiftung und wurde danach als Schriftsteller tätig. Sein Debüt-Roman "Das gestohlene Kind" wurde ein internationaler Erfolg, dessen Filmrechte  verkauft wurden. Keith Donohue lebt nahe Washington D.C.

## Werke
- Das gestohlene Kind. Bertelsmann, München 2007, ISBN 978-3-570-00936-9.
- Der dunkle Engel. Bertelsmann, München 2009, ISBN 978-3-570-01126-3.
- Sommernachtsfrauen. Bertelsmann, München 2013, ISBN 978-3-570-01128-7.